# Kostel Panny Marie Pomocnice křesťanů (Nová Ves nad Nisou)
Kostel Panny Marie Pomocnice křesťanů v Nové Vsi nad Nisou je sakrální stavbou z 1. poloviny 20. století stojící na návrší uprostřed obce.

## Historie
Před I. světovou válkou založila místní katolická obec Spolek pro výstavbu kostela. S vlastní výstavbou se mohlo začít až teprve roku 1935. Dne 16. května 1935 byl slavnostně položen a posvěcen základní kámen a v témže roce byl kostel vysvěcen. Dne 24. června 1936 se uskutečnily kostelní slavnosti s velikou poutí, při níž byly vysvěceny a na věž vyzdviženy tři velké zvony o celkové hmotnosti jedna tuna a malý zvon – umíráček. Za II. světové války byly zvony použity pro válečné potřeby, čímž byly nenávratně ztraceny. V roce 2007 bylo v obci založeno občanské sdružení Novoveský okrašlovací spolek, který má za jeden z hlavních cílů zachovat novoveský kostel.

## Architektura
Kostel je obdélný s polygonálním závěrem a sakristií po severní straně. V průčelí v jihozápadním nároží je hranolová věž. Před průčelím je předsíň o dvou arkádách. Kostel má plochý strop. Zařízení je moderní z období výstavby kostela.